# بایان (اغوز)
بایان (به لاتین: Bayan) یک منطقه مسکونی در جمهوری آذربایجان است که در شهرستان اغوز واقع شده‌است. بایان ۱۳۷۵ نفر جمعیت دارد.